# 龚氏杯蟹蛛
龚氏杯蟹蛛（学名：Cupa gongi）为蟹蛛科杯蟹蛛属的动物。在中国大陆，分布于湖南、浙江、福建等地。该物种的模式产地在湖南。